# Liste der Kulturgüter in Neuenburg
Die Liste der Kulturgüter in Neuenburg enthält alle Objekte in der Gemeinde Neuenburg (Neuchâtel) im Kanton Neuenburg, die gemäss der Haager Konvention zum Schutz von Kulturgut bei bewaffneten Konflikten, dem Bundesgesetz vom 20. Juni 2014 über den Schutz der Kulturgüter bei bewaffneten Konflikten sowie der Verordnung vom 29. Oktober 2014 über den Schutz der Kulturgüter bei bewaffneten Konflikten unter Schutz stehen.
Objekte der Kategorien A und B sind vollständig in der Liste enthalten, Objekte der Kategorie C fehlen zurzeit (Stand: 1. Januar 2023).

## Kulturgüter
| Foto | | Objekt | Kat. | Typ | Standort                                                         | Beschreibung                                                          |
| ---- | --- | --- | ---- | --- | ---------------------------------------------------------------- | --------------------------------------------------------------------- |
| ja   | Datei hochladen · Wikidata zu Schloss Neuenburg (Q2970117)                                                                                        | Schloss Neuenburg / Château de Neuchâtel KGS-Nr.: 4059 | A    | G   | Rue de la Collégiale 12 561060 / 204691                          |                                                                       |
| ja   | Datei hochladen · Wikidata zu Kollegiatkirche Neuenburg (Q686243)                                                                                 | Kollegiatkirche und Grabmal der Grafen von Neuenburg / Collégiale de Neuchâtel et tombeau des comtes de Neuchâtel KGS-Nr.: 4060                                                                       | A    | G   | Rue de la Collégiale 5 561024 / 204671                           |                                                                       |
| ja   | Datei hochladen · Wikidata zu Rathaus (Q65124399)                                                                                                 | Rathaus / Hôtel de Ville KGS-Nr.: 4061 | A    | G   | Rue de l’Hôtel-de-Ville 2 561363 / 204647                        |                                                                       |
| ja   | Datei hochladen · Wikidata zu Hôtel DuPeyrou, Garten und Nebengebäude, einschliesslich der Galeries de l'Histoire (Geschichtsgalerien) (Q1643066) | Hôtel DuPeyrou, Garten und Nebengebäude, einschliesslich der Galeries de l’Histoire / Hotel Du Peyrou, jardin et dépendences, y compris les Galeries de l’Histoire KGS-Nr.: 4062                      | A    | G   | Avenue DuPeyrou 1–7 / Rue Jean-Jaques-Rousseau 2 561577 / 204889 |                                                                       |
| ja   | Datei hochladen · Wikidata zu Maison des Halles (Q123414329)                                                                                      | Maison des Halles KGS-Nr.: 4063 | A    | G   | Rue du Trésor 4 561205 / 204581                                  |                                                                       |
| ja   | Datei hochladen · Wikidata zu MAHN Museum für Kunst und Geschichte (Neuchâtel) (Q3329620)                                                         | Museum für Kunst und Geschichte Neuenburg (Gebäude) / Musée d’art et d’histoire de Neuchâtel (bâtiment) KGS-Nr.: 4065                                                                                 | A    | G   | Esplanade Léopold-Robert 1 561720 / 204618                       |                                                                       |
| ja   | Datei hochladen · Wikidata zu Villa James de Pury, Annexbau und Fresko von Hans Erni (Q29523301)                                                  | Villa James de Pury, Annexbau und Fresko von Hans Erni / Villa James de Pury et parc, annexe et peinture murale de Hans Erni KGS-Nr.: 4066                                                            | A    | G   | Rue de Saint-Nicolas 4 560570 / 204535                           |                                                                       |
| ja   | Datei hochladen · Wikidata zu Collège Latin (Q29523143)                                                                                           | Lateinschule / Collège Latin KGS-Nr.: 4071 | A    | G   | Place Numa-Droz 3 561398 / 204472                                |                                                                       |
| ja   | Datei hochladen · Wikidata zu Notre-Dame-de-l’Assomption (Q1532715)                                                                               | Kirche Notre-Dame / Église Notre-Dame KGS-Nr.: 4075 | A    | G   | Rue Éduard-Desor 1 562184 / 204966                               |                                                                       |
| ja   | Datei hochladen · Wikidata zu Fontaine du Banneret, Neuchâtel (Q29523175)                                                                         | Bannerträgerbrunnen / Fontaine du Banneret KGS-Nr.: 4077 | A    | K   | Rue Fleury 561186 / 204634                                       |                                                                       |
| ja   | Datei hochladen · Wikidata zu Fontaine de la rue du Château, Neuchâtel (Q29523172)                                                                | Brunnen in der Rue du Château / Fontaine de la Rue du Château KGS-Nr.: 4078 | A    | K   | Rue du Château 561023 / 204613                                   |                                                                       |
| ja   | Datei hochladen · Wikidata zu Fontaine du Griffon (Q29523183)                                                                                     | Greifenbrunnen / Fontaine du Griffon KGS-Nr.: 4079 | A    | K   | Rue du Pommier 561116 / 204637                                   |                                                                       |
| ja   | Datei hochladen · Wikidata zu Fontaine de la place de l'Hôtel de Ville de Neuchâtel (Q29523159)                                                   | Brunnen auf dem Rathausplatz / Fontaine de la place de l’Hôtel de Ville KGS-Nr.: 4080 | A    | K   | Place de l’Hôtel de Ville 561412 / 204666                        |                                                                       |
| ja   | Datei hochladen · Wikidata zu Gerechtigkeitsbrunnen (Q29523149)                                                                                   | Gerechtigkeitsbrunnen / Fontaine de la Justice KGS-Nr.: 4081 | A    | K   | Rue de l’Hôpital 561245 / 204663                                 |                                                                       |
| ja   | Datei hochladen · Wikidata zu Fontaine du Neubourg (Q29523200)                                                                                    | Neubourg-Brunnen / Fontaine du Neubourg KGS-Nr.: 4082 | A    | K   | Rue du Neubourg 561255 / 204754                                  |                                                                       |
| ja   | Datei hochladen · Wikidata zu Fontaine du Lion (Q29523194)                                                                                        | Löwenbrunnen / Fontaine du Lion KGS-Nr.: 4083 | A    | K   | Rue du Temple Neuf 561295 / 204581                               |                                                                       |
| ja   | Datei hochladen · Wikidata zu Fontaine de la rue des Moulins (Q29523165)                                                                          | Brunnen in der Rue des Moulins / Fontaine de la Rue des Moulins KGS-Nr.: 4084 | A    | K   | Passage des Boucheries 561186 / 204708                           |                                                                       |
| ja   | Datei hochladen · Wikidata zu Grande Rochette (Q29523223)                                                                                         | Grande Rochette KGS-Nr.: 4088 | A    | G   | Avenue de la Gare 24 561619 / 205072                             |                                                                       |
| ja   | Datei hochladen · Wikidata zu Petite Rochette (Q29523284)                                                                                         | La Petite Rochette und Park / La Petite Rochette et parc KGS-Nr.: 4089 | A    | G   | Avenue de la Gare 47 / Rue du Tertre 50 561431 / 204931          |                                                                       |
| ja   | Datei hochladen · Wikidata zu Haus (1714–16) (Q29523238)                                                                                          | Haus / Maison KGS-Nr.: 4092 | A    | G   | Rue du Pommier 7 561099 / 204603                                 |                                                                       |
| ja   | Datei hochladen · Wikidata zu Neuchâtel kantonales Observatorium (Q373174)                                                                        | Ehemaliges kantonales Observatorium, Pavillon Hirsch, Direktorenhaus und Haus La Méridienne / Ancien observatoire cantonal, Pavillon Hirsch, maisons du directeur et dite La Méridienne KGS-Nr.: 4094 | A    | G   | Rue de l’Observatoire 52, 54, 58 563058 / 205563                 |                                                                       |
| ja   | Datei hochladen · Wikidata zu Gefängnisturm und ehemaliges Gefängnis (Q29523294)                                                                  | Gefängnisturm und ehemaliges Gefängnis / Tour des prisons et anciennes prisons KGS-Nr.: 4108 | A    | G   | Rue Jehanne-de-Hochberg 3 560992 / 204581                        |                                                                       |
| ja   | Datei hochladen · Wikidata zu Schloss und seine Befestigungen (Q7909249)                                                                          | Schloss Valangin KGS-Nr.: 4139 | A    | G   | Valangin, Le Bourg 24 559559 / 207198                            |                                                                       |
| ja   | Datei hochladen · Wikidata zu Stiftskirche (Q29523333)                                                                                            | Stiftskirche / Collégiale (temple) KGS-Nr.: 4142 | A    | G   | Valangin, Place de la Collégiale 1.1 559581 / 207373             |                                                                       |
| ja   | Datei hochladen · Wikidata zu Ethnographisches Museum Neuenburg (Q239080)                                                                         | Ethnographisches Museum Neuenburg / Musée d’ethnographie de Neuchâtel KGS-Nr.: 8675 | A    | S   | Rue de Saint-Nicolas 2 560654 / 204498                           |                                                                       |
| ja   | Datei hochladen · Wikidata zu Naturhistorisches Museum Neuenburg (Q3330885)                                                                       | Naturhistorisches Museum / Muséum d’histoire naturelle KGS-Nr.: 8676 | A    | S   | Rue des Terreaux 14 561363 / 204780                              |                                                                       |
| ja   | Datei hochladen | Museum für Kunst und Geschichte Neuenburg (Sammlung) / Musée d’art et d’histoire de Neuchâtel (collection) KGS-Nr.: 8702                                                                              | A    | S   | Esplanade Léopold-Robert 1 561717 / 204623                       |                                                                       |
| BW   | Datei hochladen · Wikidata zu Staatsarchiv Neuenburg (Q2860433)                                                                                   | Staatsarchiv des Kantons Neuenburg / Archives de l’État de Neuchâtel KGS-Nr.: 8783 | A    | S   | Rue de la Collégiale 12 561057 / 204695                          |                                                                       |
| ja   | Datei hochladen · Wikidata zu Öffentliche und Universitätsbibliothek Neuenburg (Q294149)                                                          | Öffentliche und Universitätsbibliothek Neuchâtel / Bibliothèque publique et universitaire de Neuchâtel KGS-Nr.: 8964                                                                                  | A    | S   | Place Numa-Droz 3 561403 / 204463                                |                                                                       |
| ja   | Datei hochladen · Wikidata zu Haus (1740) (Q29523247)                                                                                             | Haus / Maison KGS-Nr.: 9500 | A    | G   | Rue du Pommier 8 561067 / 204624                                 |                                                                       |
| ja   | Datei hochladen · Wikidata zu Haus (Q29523255) | Haus / Maison KGS-Nr.: 9501 | A    | G   | Rue du Pommier 9 561079 / 204587                                 |                                                                       |
| ja   | Datei hochladen · Wikidata zu Freilandstation Monruz (Q25388956)                                                                                  | Monruz, paläolithische Freilandstation / Monruz, station paléolithique en plein air KGS-Nr.: 9637 | A    | F   | 563676 / 205891                                                  |                                                                       |
| ja   | Datei hochladen · Wikidata zu Abtei Fontaine-André (Q2820589)                                                                                     | Abtei Fontaine-André / Abbaye de Fontaine-André KGS-Nr.: 9798 | A    | G   | Chemin de l’Abbaye 49–53 563335 / 206688                         |                                                                       |
| ja   | Datei hochladen · Wikidata zu Town walls of Neuchâtel (Q29523206)                                                                                 | Stadtbefestigung / Fortifications KGS-Nr.: 10116 | A    | G   | 561201 / 204650                                                  | Umfasst westliche Umfassungsmauer, Tour du Donjon und Tour de Diesse. |
| ja   | Datei hochladen · Wikidata zu Hauptpost (Q29523288)                                                                                               | Hauptpost / Poste KGS-Nr.: 10118 | A    | G   | Place Numa-Droz 2 / Place du Port 2 561467 / 204555              |                                                                       |
| ja   | Datei hochladen · Wikidata zu Neuchâtel (Q15836575)                                                                                               | Schiff «Neuchâtel» / Bateau «Neuchâtel» KGS-Nr.: 17466 | A    | X   | Quai du Port 561537 / 204518                                     |                                                                       |
| BW   | Datei hochladen · Wikidata zu Maison de Montmollin (Q131550111)                                                                                   | Haus de Montmollin / Maison de Montmollin KGS-Nr.: 17483 | A    | G   | Place des Halles 8 561172 / 204507                               |                                                                       |
| ja   | Datei hochladen · Wikidata zu Reformierte Kirche Corcelles (ehemalige Cluniazenser-Priorei) (Q131557078)                                          | Reformierte Kirche Corcelles (ehemalige Cluniazenser-Priorei) / Temple de Corcelles (ancien prieuré clunisien) KGS-Nr.: 3992                                                                          | B    | G   | Corcelles-Cormondrèche, Rue de la Cure 6.1 557268 / 203990       |                                                                       |
| ja   | Datei hochladen · Wikidata zu Château Cormondrèche (Q29785890)                                                                                    | Schloss Cormondrèche / Château Cormondrèche KGS-Nr.: 3994 | B    | G   | Corcelles-Cormondrèche, Rue du Château 2 556997 / 203526         |                                                                       |
| ja   | Datei hochladen · Wikidata zu Priorat (Q29785892)                                                                                                 | Priorat / Prieuré KGS-Nr.: 3995 | B    | G   | Corcelles-Cormondrèche, Grand’Rue 25 556749 / 203420             |                                                                       |
| ja   | Datei hochladen · Wikidata zu Banque des Dépôts et de Gestion (Q29786006)                                                                         | Hotel Pourtalès-Castellane / Hôtel Pourtalès-Castellane KGS-Nr.: 4068 | B    | G   | Faubourg de l’Hôpital 21 561530 / 204796                         |                                                                       |
| BW   | Datei hochladen · Wikidata zu Ehemaliges Café de la Grappe (Q29786008)                                                                            | Ehemaliges Café de la Grappe / Ancien Café de la Grappe KGS-Nr.: 4069 | B    | G   | Rue de la Dîme 75 563849 / 206600                                |                                                                       |
| ja   | Datei hochladen · Wikidata zu Aussichtsturm Chaumont (Q780369)                                                                                    | Aussichtsturm Chaumont / Tour d’observation du Chaumont KGS-Nr.: 4070 | B    | G   | Chemin de la Tour 26.3 563476 / 208447                           |                                                                       |
| ja   | Datei hochladen · Wikidata zu Tramdepot (Q29786011)                                                                                               | Tramdepot / Dépôt des tramway KGS-Nr.: 4072 | B    | G   | Quai Philippe-Godet 3, 5 560749 / 204339                         |                                                                       |
| ja   | Datei hochladen · Wikidata zu Höhere Handelsschule (Q29786012)                                                                                    | Höhere Handelsschule / École supérieure de commerce KGS-Nr.: 4074 | B    | G   | Rue des Beaux-Arts 30 562019 / 204820                            |                                                                       |
| ja   | Datei hochladen · Wikidata zu Gerichtsgebäude (Q29786015)                                                                                         | Gerichtsgebäude / Hôtel judiciaire KGS-Nr.: 4087 | B    | G   | Rue du Pommier 1 561130 / 204631                                 |                                                                       |
| ja   | Datei hochladen · Wikidata zu Haus de Montmollin (Q29786019)                                                                                      | Haus de Montmollin / Maison de Montmollin KGS-Nr.: 4090 | B    | G   | Rue des Moulins 21 561167 / 204718                               |                                                                       |
| BW   | Datei hochladen · Wikidata zu Haus (Q29786022) | Haus / Maison KGS-Nr.: 4091 | B    | G   | Faubourg de l’Hôpital 19 561520 / 204754                         |                                                                       |
| ja   | Datei hochladen · Wikidata zu Republiksdenkmal (Q29786024)                                                                                        | Republiksdenkmal / Monument de la République KGS-Nr.: 4093 | B    | K   | Avenue du Premier-Mars 561597 / 204695                           |                                                                       |
| ja   | Datei hochladen · Wikidata zu Neuenburger Kantonalbank, ehemaliges Hotel Mont-Blanc (Q29786027)                                                   | Neuenburger Kantonalbank, ehemaliges Hotel Mont-Blanc / Banque Cantonale Neuchâteloise, ancien hôtel Mont-Blanc KGS-Nr.: 4095                                                                         | B    | G   | Place Pury 4 561200 / 204440                                     |                                                                       |
| ja   | Datei hochladen · Wikidata zu Petite Rochette du Faubourg (Q29786028)                                                                             | Petite Rochette du Faubourg KGS-Nr.: 4096 | B    | G   | Faubourg de l’Hôpital 68 561791 / 204936                         |                                                                       |
| ja   | Datei hochladen · Wikidata zu Restaurant-Brauerei Cardinal (Q29786029)                                                                            | Restaurantbrauerei Cardinal / Restaurant-brasserie Cardinal KGS-Nr.: 4100 | B    | G   | Rue du Seyon 9 561182 / 204726                                   |                                                                       |
| ja   | Datei hochladen · Wikidata zu Schloss Beauregard (Q29786031)                                                                                      | Schloss Beauregard/Château Beauregard KGS-Nr.: 4102 | B    | G   | Rue de Beauregard 33, 33a 559252 / 203895                        |                                                                       |
| ja   | Datei hochladen · Wikidata zu Cité Suchard (Q29786032)                                                                                            | Cité Suchard KGS-Nr.: 4103 | B    | G   | Cité-Suchard 1, 3, 2-30a 559549 / 203640                         |                                                                       |
| ja   | Datei hochladen · Wikidata zu Reformierte Kirche und Pfarrhaus von Serrières (Q29786033)                                                          | Reformierte Kirche Serrières und Pfarrhaus / Temple et cure KGS-Nr.: 4104 | B    | G   | Rue Guillaume-Farel 12, 14 559339 / 203580                       |                                                                       |
| BW   | Datei hochladen · Wikidata zu (Q29786018) | Hôtel particulier / Stadthaus KGS-Nr.: 4105 | B    | G   | Faubourg de l’Hôpital 8 561472 / 204688                          |                                                                       |
| ja   | Datei hochladen · Wikidata zu Temple du Bas (Q16101792)                                                                                           | Untere Reformierte Kirche / Temple du Bas KGS-Nr.: 4106 | B    | G   | Rue du Temple-Neuf 561311 / 204572                               |                                                                       |
| ja   | Datei hochladen | Diesse-Turm / Tour de Diesse KGS-Nr.: 4107 | B    | G   | Rue des Moulins 561179 / 204660                                  |                                                                       |
| ja   | Datei hochladen · Wikidata zu Universität Neuenburg (Q541548)                                                                                     | Universität / Université KGS-Nr.: 4109 | B    | G   | Avenue du Premier-Mars 26 561972 / 204878                        |                                                                       |
| BW   | Datei hochladen · Wikidata zu (Q29786036) | Fabrik Decker / Usine Decker KGS-Nr.: 4110 | B    | G   | Avenue de Bellevaux 4a 562419 / 205360                           |                                                                       |
| BW   | Datei hochladen · Wikidata zu Villa Perret (Q29786041)                                                                                            | Villa Perret KGS-Nr.: 4113 | B    | G   | Route des Falaises 140 563804 / 206070                           |                                                                       |
| ja   | Datei hochladen · Wikidata zu Schloss (Q29786042)                                                                                                 | Schloss Peseux / Château de Peseux KGS-Nr.: 4115 | B    | G   | Peseux, Rue du Château 19, 21, 23, 25 558294 / 204365            |                                                                       |
| ja   | Datei hochladen · Wikidata zu (Q29786044) | Wohnhäuser / Maisons d'habitation KGS-Nr.: 4116 | B    | G   | Peseux, Grand’Rue 13–15 558140 / 204144                          |                                                                       |
| ja   | Datei hochladen · Wikidata zu (Q29786045) | Reformierte Kirche / Temple KGS-Nr.: 4117 | B    | G   | Peseux, Rue du Temple 558156 / 204179                            |                                                                       |
| ja   | Datei hochladen · Wikidata zu Bussy/Sorgereux (Q29786057)                                                                                         | Bussy et Le Sorgereux KGS-Nr.: 4140 | B    | G   | Valangin, Bussy 1, 2, 3, 4 558519 / 207301                       |                                                                       |
| ja   | Datei hochladen · Wikidata zu La Borcarderie (Q29786058)                                                                                          | La Borcarderie KGS-Nr.: 4143 | B    | G   | Valangin, La Borcarderie 1, 2, 3, 4, 5, 6 559749 / 208275        |                                                                       |
| BW   | Datei hochladen | Stadtarchiv Neuenburg / Archives de la ville de Neuchâtel KGS-Nr.: 5431 | B    | S   | Avenue DuPeyrou 7 561555 / 204915                                |                                                                       |
| ja   | Datei hochladen · Wikidata zu Fabrik Philippe Suchard (Q29786014)                                                                                 | Fabrik Philippe Suchard / Fabrique Philippe Suchard KGS-Nr.: 9292 | B    | G   | Rue des Usines 20–22 559268 / 203688                             |                                                                       |
| ja   | Datei hochladen · Wikidata zu (Q29786020) | Haus der Stiftsherren / Maison des chanoines KGS-Nr.: 9797 | B    | G   | Rue de la Collégiale 2–4 561035 / 204622                         |                                                                       |
| ja   | Datei hochladen · Wikidata zu Villa Lardy (Q29786039)                                                                                             | Villa Lardy KGS-Nr.: 10119 | B    | G   | Avenue du Mail 101 563308 / 205842                               |                                                                       |
| BW   | Datei hochladen | Musée de Valangin im Schloss KGS-Nr.: 10670 | B    | S   | Valangin, Le Bourg 22 559540 / 207185                            |                                                                       |
| BW   | Datei hochladen · Wikidata zu (Q29786016) | Le Château bleu KGS-Nr.: 11881 | B    |     | Chemin de la Seigneurie 30–32 562506 / 207931                    |                                                                       |
| BW   | Datei hochladen · Wikidata zu Frauenbad L’Évole (Q29786005)                                                                                       | Frauenbad Évole / Bains de dames d’Évole KGS-Nr.: 11882 | B    | G   | Quai Louis-Perrier 1 560590 / 204271                             |                                                                       |
| BW   | Datei hochladen · Wikidata zu (Q29786010) | Kapelle der Hoffnung / Chapelle de l’Espoir KGS-Nr.: 11883 | B    | G   | Rue de l’Évole 59 560463 / 204261                                |                                                                       |
| BW   | Datei hochladen · Wikidata zu Patrizierhaus (Q29786023)                                                                                           | Hôtel particulier / Stadthaus KGS-Nr.: 11884 | B    | G   | Rue du Pommier 3 561116 / 204617                                 |                                                                       |
| BW   | Datei hochladen | Universitätsstadt / Cité universitaire KGS-Nr.: 16428 | B    | G   | Avenue de Clos-Brochet 10 562118 / 205171                        |                                                                       |
| ja   | Datei hochladen · Wikidata zu Botanischer Garten Neuenburg (Q27485324)                                                                            | Botanischer Garten mit Sammlung landwirtschaftlicher Geräte/ Jardin botanique avec collection d’outils agricoles KGS-Nr.: 16452                                                                       | B    | S   | Chemin du Pertuis-du-Sault 58 561660 / 205582                    |                                                                       |
| BW   | Datei hochladen | Lycée Denis-de-Rougemont KGS-Nr.: 16453 | B    | G   | Faubourg de l’Hôpital 59 561844 / 205021                         |                                                                       |
| BW   | Datei hochladen | Physikalisches Institut der Universität / Institut de Physique de l'Université KGS-Nr.: 16454 | B    | G   | Rue Abram-Louis-Breguet 1 562037 / 204878                        |                                                                       |
| BW   | Datei hochladen | Ehemalige Brauerei Müller / Ancienne brasserie Müller KGS-Nr.: 16455 | B    | G   | Rue de l’Évole 39 / Quai Philippe-Godet 18-22 560666 / 204412    |                                                                       |